# SG-067
SG-067 – łódź hybrydowa Morskiego Oddziału SG, eksploatowana przez Placówkę SG we Władysławowie.
Jednostka przeznaczona jest do patrolowania, zwalczania kłusownictwa, kontroli połowów oraz ratowania życia i mienia na morzu. Motorówka kosztowała 475 tys. zł. Łódź wcielono do służby 12 grudnia 2017 roku.